# Derlis Alegre
Derlis Roberto Alegre (Nació en Limpio, 10 de enero de 1994) es un futbolista paraguayo, se desempeña como delantero o como extremo derecho, actualmente en el Club San Antonio Unido de Chile.

## Clubes
| Club                   | País     | Año         |
| ---------------------- | -------- | ----------- |
| Club Sportivo Luqueño  | Paraguay | 2013 - 2018 |
| Club Nacional          | Paraguay | 2018 - 2019 |
| Santa Cruz             | Brasil   | 2020        |
| Gral Caballero JLM     | Paraguay | 2021        |
| Club Sportivo Luqueño  | Paraguay | 2022 - 2024 |
| Club San Antonio Unido | Chile    | 2025 - Pres |